# Commission de la frontière internationale
 (mai 2022).
La mise en forme du texte ne suit pas les recommandations de Wikipédia : il faut le « wikifier ».
Les points d'amélioration suivants sont les cas les plus fréquents. Le détail des points à revoir est peut-être précisé sur la page de discussion.
- Les titres sont pré-formatés par le logiciel. Ils ne sont ni en capitales, ni en gras.
- Le texte ne doit pas être écrit en capitales (les noms de famille non plus), ni en gras, ni en italique, ni en « petit »…
- Le gras n'est utilisé que pour surligner le titre de l'article dans l'introduction, une seule fois.
- L'italique est rarement utilisé : mots en langue étrangère, titres d'œuvres, noms de bateaux, etc.
- Les citations ne sont pas en italique mais en corps de texte normal. Elles sont entourées par des guillemets français : « et ».
- Les listes à puces sont à éviter, des paragraphes rédigés étant largement préférés. Les tableaux sont à réserver à la présentation de données structurées (résultats, etc.).
- Les appels de note de bas de page (petits chiffres en exposant, introduits par l'outil «  Source ») sont à placer entre la fin de phrase et le point final[comme ça].
- Les liens internes (vers d'autres articles de Wikipédia) sont à choisir avec parcimonie. Créez des liens vers des articles approfondissant le sujet. Les termes génériques sans rapport avec le sujet sont à éviter, ainsi que les répétitions de liens vers un même terme.
- Les liens externes sont à placer uniquement dans une section « Liens externes », à la fin de l'article. Ces liens sont à choisir avec parcimonie suivant les règles définies. Si un lien sert de source à l'article, son insertion dans le texte est à faire par les notes de bas de page.
- La présentation des références doit suivre les conventions bibliographiques. Il est recommandé d'utiliser les modèles {{Ouvrage}}, {{Chapitre}}, {{Article}}, {{Lien web}} et/ou {{Bibliographie}}. Le mode d'édition visuel peut mettre en forme automatiquement les références.
- Insérer une infobox (cadre d'informations à droite) n'est pas obligatoire pour parachever la mise en page.

Pour une aide détaillée, merci de consulter Aide:Wikification.
Si vous pensez que ces points ont été résolus, vous pouvez retirer ce bandeau et améliorer la mise en forme d'un autre article.
La Commission de la frontière internationale (anglais : International Boundary Commission) est une organisation binationale chargée d'arpenter et de cartographier la frontière entre le Canada et les États-Unis. La commission a été créée en 1908 et rendue permanente par un traité en 1925.
Ses responsabilités comprennent également l'entretien des monuments frontaliers et des bouées, le maintien de la vista frontalière de chaque côté débarrassée des broussailles et de la végétation dans un rayon de trois mètres (environ 10 pieds) de la frontière, la supervision de toute demande d'autorisation de construction dans la vista et la présentation d'un rapport annuel aux gouvernements des deux pays.

## Structure
La Commission de la frontière internationale est dirigée par deux commissaires, un des États-Unis et un du Canada, chacun ayant son propre budget et son propre personnel. Le commissaire américain est nommé par le Président des États-Unis et rend compte au Secrétaire d'État. Le commissaire canadien est nommé par le Gouverneur en conseil et fait également office d'arpenteur général du Canada sous l'autorité du Ministre des Ressources naturelles.
Les commissaires actuels sont Kyle K. Hipsley (États-Unis) et Jean Gagnon (Canada).
David L. Bernhardt, l'ancien Secrétaire à l'Intérieur des États-Unis, a été le commissaire du CIB pour les États-Unis de 2007 à 2008.

### Controverse sur le licenciement en 2007
En juillet 2007, l'Administration Bush a relevé le commissaire américain Dennis Schornack de son poste en rapport avec un différend entre la commission frontalière et le gouvernement américain au sujet d'une construction privée près de la frontière. Schornack a rejeté le licenciement, affirmant que la commission est une organisation internationale indépendante qui ne relève pas de la juridiction du gouvernement américain, et que selon le traité de 1908 qui l'a créée, un poste vacant ne peut être créé que par "le décès, la démission ou toute autre incapacité" d'un commissaire. Le Gouvernement du Canada a déclaré qu'il ne prenait pas position sur la question, mais Peter Sullivan, le commissaire canadien, a déclaré le 13 juillet qu'il était prêt à travailler avec David Bernhardt, qui avait été désigné comme commissaire américain par intérim par le président Bush. En octobre 2007, la juge fédérale américaine Marsha J. Pechman a statué que le président pouvait congédier le commissaire à la frontière.

## Construire près de la frontière
Le traité établissant la commission prévoit que toute ligne électrique, tout pipeline, toute voie ferrée, toute autoroute ou toute autre structure traversant la frontière ou construite à moins de 3 mètres (environ 9 pieds et 10 pouces) de la frontière doit attendre l'autorisation de la commission avant que les travaux de construction puissent être effectués. Plusieurs "maison de la ligne-bâtiments par lesquels passe la frontière internationale- ont été construits à la frontière entre l'État du Maine et la province du Nouveau-Brunswick, et entre l'État du Vermont et la province de Québec, avant que l'autorisation de la commission ne soit exigée. Certains d'entre eux se dressent encore sur la frontière entre le Vermont et le Québec. La plus connue est la Haskell Free Library and Opera House, située intentionnellement à cheval sur la frontière. Le Jardin international de la paix, construit en 1932 sur la frontière entre le Manitoba et le Dakota du Nord, a dû obtenir l'autorisation de la commission.